# Sebastian Koszut
Sebastian Koszut (słow. Šebastián Košút) (ur. 16 listopada 1941 w Czarnej Górze) – polski i słowacki ksiądz rzymskokatolicki, współpracownik opozycji w PRL.

## Życiorys
Jest z pochodzenia Słowakiem. W 1959 wstąpił do Wyższego Seminarium Duchownego w Warszawie. 27 maja 1965 przyjął święcenia kapłańskie, następnie pracował w parafii Św. Macieja w Bełchowie (1965-1966), parafii św. Wawrzyńca w Sochaczewie (1966-1967) i parafii Matki Bożej Częstochowskiej w Piastowie (1967-1970). Od lat 60. współpracował z kościołem podziemnym na Słowacji. W czasie pracy w Piastowie współpracował z organizacją Ruch, m.in. przechowywał jej archiwum, udostępniał pomieszczenia plebanii na potrzeby druku Biuletynu organizacji. W związku z tym został aresztowany 20 czerwca 1970, zwolniony ostatecznie bez procesu 9 kwietnia 1971. W kolejnych latach pracował w parafii św. Floriana w Brwinowie, parafii św. Krzysztofa w Podkowie Leśnej, parafia Matki Bożej Anielskiej w Warszawie-Radości i parafii katedralnej Katedry św. Jana Chrzciciela w Warszawie. W tym okresie kontynuował współpracę z kościołem podziemnym na Słowacji, m.in. organizował przerzut literatury religijnej do tego kraju. W czasie pracy w parafii katedralnej udostępniał pomieszczenia plebanii redakcji niezależnego pisma Uczeń Polski. W 1980 wyjechał do Włoch, był współpracownikiem emigracyjnego biskupa słowackiego Pavla Hnilicy, w latach 90. rozpoczął pracę w parafii św. Błażeja w Marano Equo (w latach 2004-2014 był proboszczem tej parafii).
W 2011 został odznaczony Krzyżem Oficerskim Orderu Odrodzenia Polski, który odebrał w 2013, a w 2024 Krzyżem Wolności i Solidarności.